# Dialetto zargari
Lo zargari (o romāno) è un dialetto del romanì dei Balcani, parlato nella regione di Zargar (distretto di Abyek) nella provincia di Qazvin in Iran dall'etnia Zargari. La lingua può essere trovata anche nelle regioni circostanti. È una delle uniche lingue indo-arie ancora parlate in Iran ed è considerata in pericolo. Zargari prende il nome dalla parola persiana per "orafo" (زرگر zargar).